# Dvorac Januševec
Dvorac Januševec nalazi se u selu Prigorje Brdovečko, zapadno od Zagreba. Smatra se jednim od najvažnijih djela klasicističke arhitekture u Hrvatskoj.
Sagrađen je oko 1830. godine za baruna Josipa Vrkljana, bivšeg ministra financija nadvojvotkinje od Parme, druge Napoleonove žene. Već desetak godina nakon izgradnje dvorac je prodan francuskom grofu Edgaru Corberonu koji je bio istaknuti sudionik Ilirskog pokreta. Nakon njega, dvorac često mijenja vlasnike. Tijekom Drugoga svjetskog rata u njemu je smještena vojska koja ga je prilikom povlačenja minirala i teško oštetila. Kasnije je dvorac obnovljen, a danas služi kao spremište Hrvatskog državnog arhiva.  Dvorac je zaštićeno kulturno dobro.
Dvorac ima pravokutan tlocrt kojemu je u sredini okrugla dvorana što se proteže kroz dvije etaže. Na jednom pročelju ima veliku ložu, a na dvama altanu sa stupovima. Nije poznat arhitekt ovoga zdanja, ali se zna da je izvedbu vodio zagrebački graditelj Angelo Chicco. Izvjesne projekte za Januševec koji nisu realizirani radio je i znameniti zagrebački arhitekt Bartol Felbinger.

## Opis
Dvorac Januševec smješten je nedaleko od ceste koja vodi iz smjera Zaprešića prema Brdovcu. Sagradio ga je general Vrkljan 1828. g. vjerojatno prema projektu B. Felbingera. U Drugom svj. ratu dvorac je teško stradao pa je u razdoblju od 1962. do 1970. obnavljan. Riječ je o dvokatnom objektu pravokutne osnove u čijem središtu je rotunda zaključena kupolom. Oko središnjeg prostora (rotunde) kojeg zaključuje kupola, a proteže se cijelom visinom građevine, grupirane su prostorije prvog i drugog kata. Osnovni elementi oblikovanja pročelja su trijemovi te cijeli niz elemenata klasične provenijencije. Dvorac Januševec predstavlja najviše domete klasicističke arhitekture na području Hrvatske.

## Zaštita
Pod oznakom Z-2251 zavedena je kao nepokretno kulturno dobro - pojedinačno, pravna statusa zaštićena kulturnog dobra, klasificirano kao "sakralna graditeljska baština".